# Bengaluru Urban
Bengaluru Urban (tot 1 november 2014: Bangalore Urban) is een district van de Indiase staat Karnataka. Het district telt 6.523.110 inwoners (2001) en heeft een oppervlakte van 2190 km².
Het district omvat de miljoenenstad Bangalore en enkele voorsteden. Het district grenst aan de Karnataka-districten Bengaluru Rural en Ramanagara, en aan het Tamil Nadu-district Krishnagiri.
In 1986 werd het district Bangalore gesplitst in de districten Bangalore Urban en Bangalore Rural.
Hoofdstad: Bangalore
Districten:
Divisie Bangalore: Bengaluru Urban · Bengaluru Rural · Chitradurga · Davanagere · Chikkaballapur · Kolar · Ramanagara · Shimoga · Tumkur
Divisie Belgaum: Bagalkot · Belgaum · Bijapur · Dharwad · Gadag · Haveri · Uttara Kannada
Divisie Gulbarga: Bellary · Bidar · Gulbarga · Koppal · Raichur · Yadgir
Divisie Mysore: Chamarajanagar · Chikmagalur · Dakshina Kannada · Hassan · Kodagu · Mandya · Mysore · Udupi